# Universitatea din Hamburg
Universitatea din Hamburg (în limba germană, Universität Hamburg) este o universitate din Hamburg, Germania. A fost fondată la 23 martie 1919  de către Wilhelm Stern și alții. A fost o continuatoare firească a institutelor educaționale anterioare Allgemeines Vorlesungswesen și Kolonialinstitut (Institutul Colonial), precum și a unui gimnaziu, Akademisches Gymnasium. La sfârșitul anului 2011, universitatea avea circa 40.000 de studenți. În ciuda existenței sale destul de scurte, printre oamenii universității se numără 6 laureați ai Premiului Nobel, precum și numeroși oameni de știință, cultură și artă importanți.
În fiecare an, Universității i se adaugă circa 7.000 de studenți, care constituie ceva mai puțin de o cincime din numărul total de 38.000 de studenți. Dintre aceștia un număr de circa 3.500 de studenți sunt absolvenți cu diplome și 900 de studenți studiază pentru obținerea de grade doctorale. Șase facultăți oferă 120 de combinații de majorate.

## Listă de institute
- Archaeological Institute[3]
- Biozentrum Grindel und Zoologisches Museum[4]
- Joint MBA with Fudan University[5]
- Regionales Rechenzentrum der Universität Hamburg[6]
- Staats- und Universitätsbibliothek Carl von Ossietsky[7]
- University Medical Center Hamburg-Eppendorf
  - Bernhard Nocht Institute for Tropical Medicine
- University of Hamburg is one of the two founding member of the China-EU School of Law in China University of Political Science in China, which contains 16 member institutions for providing mid-career training, master degree and joint doctoral research in China-European Law.[8]
- Abteilung für Humanbiologie Arhivat în 1 iunie 2013, la Wayback Machine. - Institutul de biologie umană - Director, Profesor doctor Alexander Rodewald

## Personalități

### Studenți/Absolvenți
- Gerd Bucerius - Politician, the namesake of the Bucerius Law School
- Richard Sorge (1895-1944), jurnalist, spion
- Leo Strauss (1899-1973), filosof
- Azriel Carlebach (1909–56), Israeli journalist and editorial writer
- Shiing-Shen Chern - Winner of Wolf Prize in mathematics in 1984
- Jürgen Ehlers - Winner of Max Planck Medal in 2002
- Rainer Froese – Developer of FishBase
- Harald zur Hausen - Winner of Nobel Prize in Physiology or Medicine 2008
- Ingo Heidbrink - Maritime Historian. Secretary General of the International Commission for Maritime History
- Wolfgang Hoffmann-Riem - Legal scholar and a former judge of the Federal Constitutional Court of Germany
- J. Hans D. Jensen - Winner of Nobel Prize in Physics in 1963[9]
- Hein Kötz - Director of the Max-Planck-Institute for foreign and international private law (MPI-PRIV), the Bucerius Law School and Vice President of the Deutsche Forschungsgemeinschaft.
- Hans Adolf Krebs - Winner of Nobel Prize in Physiology or Medicine in 1953[10]
- Jens Marklof – Mathematician and physicist. Winner of the Whitehead Prize.
- Paul Nevermann - First Mayor of Hamburg (1961–1965)
- Jože Pučnik - Known as one of the "Fathers of Slovenian independence from Yugoslavia"
- Helmut Schmidt (1918-2015), economist, politician SPD, cancelar federal din 1974 până în 1982
- Alexandru Șumski (1933-2022), compozitor româno-german
- Wolfgang Schäuble (n. 1942), jurist, politician CDU, președinte al Bundestagului
- Olaf Scholz (n. 1958), jurist, ministru federal de finanțe, vicecancelar

### Facultăți și institute
- Günther Herbert Tontsch (1943-2007), jurist, specialist în drept administrativ român
- Rudolf Fleischmann – An experimental nuclear physicist
- Willibald Jentschke – An experimental nuclear physicist
- Klaus Koch – Anxpert in the growth of Biblical Studies
- Arnold Kohlschütter – A well-known astronomer and astrophysicist
- Wolfgang Paul – Winner of Nobel Prize in Physics in 1989, founder of the DESY.[11]
- Wolfgang Pauli – Winner of Nobel Prize in Physics in 1945[9]
- Johann Radon – A mathematician
- Otto Stern – Winner of Nobel Prize in Physics in 1943[9]
- William Stern – The inventor of the concept of the intelligence quotient (IQ)
- Alfred Wegener - founder of the continental drift theory
- Carl Friedrich von Weizsäcker – An nuclear physicist known as the longest-living member of the research team which performed nuclear research in Germany during the Second World War

## A se vedea și
- Educația în Hamburg
- Alexander Rodewald
- Georgeta Cardoș